# Ossiannilssonola ulmi
Ossiannilssonola ulmi är en insektsart som beskrevs av Hamilton 1982. Ossiannilssonola ulmi ingår i släktet Ossiannilssonola och familjen dvärgstritar.
Artens utbredningsområde är Ontario. Inga underarter finns listade i Catalogue of Life.